# Akresori
Akresori (ukrán betűkkel: Акрешори) falu Ukrajna Ivano-frankivszki területének Koszivi járásában. A szovjet időszakban, 1946-tól Babinopillja (Бабинопілля) volt a neve. Történelmi nevét 1993-ban kapta vissza. Az Északkeleti-Kárpátok keleti oldalán fekszik 500 m-es átlagos tengerszint feletti magasságon. A falu Tekucse és Koszmacs falvak között, a járási székhelytől, Koszivtól 30 km-re terül el. Nevét a falun keresztül folyó Akra folyóról kapta. Lakossága 2011-ben 838 fő volt.
1607-ben alapították. Temploma az 1930-as években épült az 1880-ban épült, de leégett egyházi épület helyett. A templom a közeli Vizsnyij Bereziv falu ajándéka volt.
A település UPA-emlékművét 1992-ben szentelték fel. Az emlékmű közelében található az NKVD-val folytatott harcokbn elesett UPA-harcosok sírja is. A faluban a egy régi emlékkereszt is található a jobbágyság alóli felszabadulás emlékére, ezt 1991-ben újították fel.